# 郑州公交35路
郑州公交35路是河南省郑州市的一条已停运的公共汽车线路，停运前来往于医学院与经开第八大街公交站，曾为市中心通往郑州经济技术开发区的主要线路。该线路开通于1999年，并于2023年11月2日停运。

## 线路历史
郑州公交最初的35路开通于1994年2月26日，来往于郑州长途客运总站与郑州站，运行4个月后停运。
第二代35路开通于1999年9月30日，来往于医学院与经济开发区。
2023年4月15日，35路改经二七广场隧道行驶，不再于二七广场一带停靠。
2023年11月2日，35路随郑州公交线路调整而停运。

## 线路基本资料（停运前）

### 线路走向
医学院↔经南五路经开第八大街
- 经过道路：大学北路、中原东路、二七广场隧道、西大街、东大街、郑汴路、中州大道、航海东路、经开第七大街、经南三路、经开第八大街、经南五路

### 服务时间
- 医学院：05:40～20:00
- 经南五路经开第八大街：05:40～20:00

### 收费
- 全程单价RMB¥1，无人售票，支持绿城通（普通储值卡8折，成人月票5折，学生月票2.5折，老年卡免费）、微信/支付宝乘车码及银联云闪付。

### 与郑州地铁的换乘
- █ 1号线：医学院
- █ 2号线：东大街
- █ 3号线：西大街、东大街、郑州文庙、博览中心、凤凰台、东十里铺
- █ 4号线：东十里铺、货站街、七里河
- █ 5号线：七里河、中原福塔、福塔东

### 停站

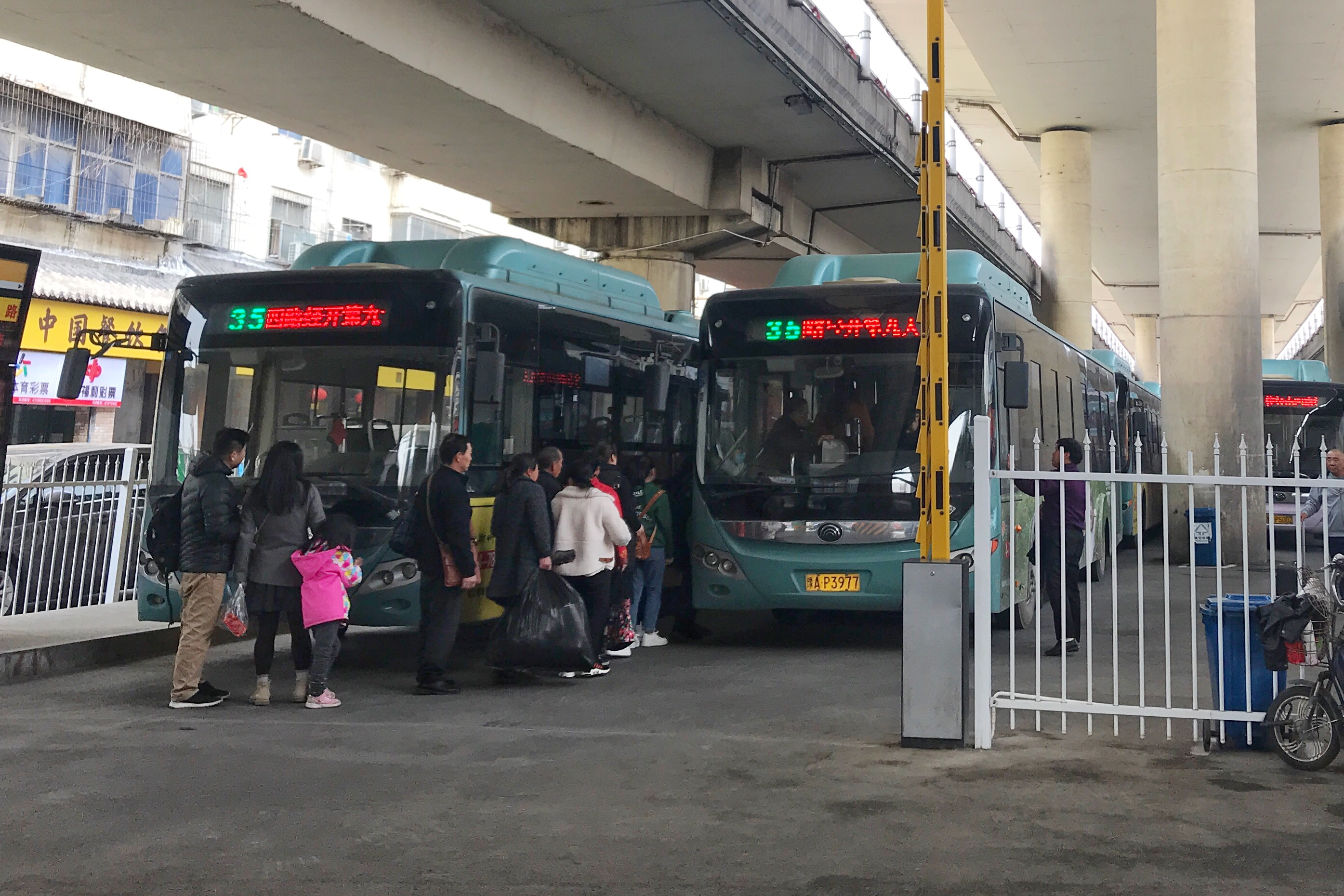
在医学院总站等待发车的35路

35路各停靠站点如下表所示（红色为郑州快速公交接驳站点）：
| 下行站序 | 上行站序 | 站名                  | 所在道路     | 轨交换乘                         | 周边地点                                                         |
| 1        | 27       | 医学院                | 河医立交桥下 |                                  | 郑州大学第一附属医院河医院区                                     |
| -        | 26       | 大学路中原路北        | 大学路       | 1 医学院                         | 郑州大学医学院                                                   |
| 2        | -        | 中原路大学路          | 中原路       | 1 医学院                         | 郑州大学医学院                                                   |
| 3        | 25       | 中原路京广路          | 中原路       |                                  | 郑州市第四中学、郑州市第一零六中学                               |
| 4        | 24       | 西大街顺城街          | 西大街       | 郑州商会大厦、金鼎华府           |                                                                  |
| 5        | 23       | 西大街管城街          | 西大街       | 3 西大街                         | 中凯城市之光、日月星城、郑州市第三中学                           |
| -        | 22       | 东大街紫荆山路        | 东大街       | 23 东大街                        | 郑州市第一人民医院、裕鸿花园、紫燕华庭、郑州邮政大厦             |
| 6        | 21       | 市第一人民医院        | 东大街       | 23 东大街                        | 郑州市第一人民医院、裕鸿花园、紫燕华庭、郑州邮政大厦             |
| 7        | 20       | 郑州文庙              | 东大街       | 3 郑州文庙                       | 郑州文庙、商都遗址公园                                           |
| 8        | 19       | 郑汴路东明路          | 郑汴路       |                                  | 御玺大厦、恒泰国际、绿都广场                                     |
| 9        | 18       | 郑汴路未来路          | 郑汴路       | 3 博览中心                       | 中原国际博览中心、中博家具城                                     |
| 10       | 17       | 郑汴路玉凤路          | 郑汴路       | 3 凤凰台                         | 上悦城、凤凰城、环球大厦                                         |
| 11       | 16       | 郑汴路英协路          | 郑汴路       |                                  | 英协花园、英协广场、粤港商业广场                                 |
| 12       | 15       | 郑汴路中州大道        | 郑汴路       | 34 东十里铺                      | 中国郑州建材大世界（东建材）、建业艾美酒店、永恒名座大厦         |
| 13       | 14       | 中州大道货站街        | 中州大道     | 4 货站街                         | 平顶山银行大厦、张庄社区                                         |
| 14       | -        | 中州大道王庄          | 中州大道     |                                  | 欢乐家园                                                         |
| 15       | 13       | 中州大道石化路站(BRT) | 中州大道     | 美景天城、世纪公园、万科美景龙堂 |                                                                  |
| 16       | 12       | 航海路七里河桥        | 航海东路     | 万科美景龙堂、美林河畔           |                                                                  |
| 17       | 11       | 航海路七里河          | 航海东路     | 45 七里河                        | 美景鸿城                                                         |
| 18       | 10       | 航海体育场            | 航海东路     | 5 中原福塔                       | 亚太时代广场、航海体育场、中原福塔                               |
| 19       | 9        | 航海路商英街          | 航海东路     |                                  | 丹尼斯百货航海天地店                                             |
| 20       | 8        | 航海路经开第二大街    | 航海东路     | 经开区管委会二大街办公区         |                                                                  |
| 21       | 7        | 航海路经开第三大街    | 航海东路     | 5 福塔东                         | 天鑫大厦                                                         |
| 22       | 6        | 航海路经开第五大街    | 航海东路     |                                  | 盛华里购物中心、经开万锦城、高科技工业园、郑州市高新技术创业中心 |
| 23       | 5        | 航海路经开第六大街    | 航海东路     | 格林度假山庄、商鼎创业大厦       |                                                                  |
| 24       | 4        | 经开第七大街航海路    | 经开第七大街 | 格林度假山庄、宏光合园           |                                                                  |
| 25       | 3        | 经南三路经开第八大街  | 经南三路     | 恒大绿洲1期、国龙商务            |                                                                  |
| 26       | 2        | 经开第八大街公交站    | 经开第八大街 | 经开公寓                         |                                                                  |
| 27       | 1        | 经南五路经开第八大街  | 经南五路     | 恒大绿洲4期                      |                                                                  |